# Terengganu Cycling Team/Saison 2016
Dieser Artikel listet Erfolge und Fahrer des Radsportteams Terengganu in der Saison 2016 auf.

## Erfolge in der UCI Asia Tour
| Datum       | Rennen                       | Kat. | Sieger                |
| ----------- | ---------------------------- | ---- | --------------------- |
| 3. April    | 3. Etappe Tour of Thailand   | 2.2  | Mohd Harrif Saleh     |
| 4. April    | 4. Etappe Tour of Thailand   | 2.2  | Mohd Harrif Saleh     |
| 20. Mai     | 2. Etappe Tour de Flores     | 2.2  | Daniel Whitehouse     |
| 19.–23. Mai | Gesamtwertung Tour de Flores | 2.2  | Daniel Whitehouse     |
| 14. August  | 8. Etappe Tour de Singkarak  | 2.2  | Mohd Shahrul Mat Amin |
| 20. Oktober | 3. Etappe Jelajah Malaysia   | 2.2  | Mohd Harrif Saleh     |

## Erfolge bei den Nationalen Straßen-Radsportmeisterschaften
In den Rennen zu den Nationalen Straßen-Radsportmeisterschaften 2016 gelangen die nachstehenden Erfolge.
| Datum    | Rennen                                             | Sieger                |
| -------- | -------------------------------------------------- | --------------------- |
| 22. Mai  | Singapurische Meisterschaft – Einzelzeitfahren     | Choon Hat Goh         |
| 2. Juni  | Malayische Meisterschaft – Straßenrennen           | Mohd Zamri Saleh      |
| 3. Juni  | Malayische Meisterschaft – Einzelzeitfahren        | Mohd Nor Umardi Rosdi |
| 24. Juni | Mongolische Meisterschaft – Einzelzeitfahren       | Maral-erdene Batmunkh |
| 24. Juni | Mongolische Meisterschaft – Einzelzeitfahren (U23) | Maral-erdene Batmunkh |

### Abgänge – Zugänge
| Zugänge               | Team 2014                        | Abgänge                  | Team 2015 |
| --------------------- | -------------------------------- | ------------------------ | --------- |
| Maral-erdene Batmunkh | Ningxia Sports Lottery-Focus     | Mohd Azri Ahmad          | Unbekannt |
| Dadi Suryadi          | Pegasus Continental Cycling Team | Muhammad Ameer Ahmad     | Unbekannt |
| Daniel Whitehouse     | Team Ukyo                        | Badrul Hakimi Hamid      | Unbekannt |
|                       |                                  | Mohammad Saufi Mat Senan | Unbekannt |

## Mannschaft
| Name                               | Geburtstag         | Nationalität           |
| ---------------------------------- | ------------------ | ---------------------- |
| Maral-erdene Batmunkh              | 15. Oktober 1994   | Mongolei               |
| Che Ku Mohammad Nazmi Che Ku Romli | 14. Dezember 1994  | Malaysia               |
| Choon Huat Goh                     | 14. Dezember 1990  | Singapur               |
| Anuar Manan                        | 11. Oktober 1986   | Malaysia               |
| Nur Amirul Fakhruddin Marzuki      | 24. Januar 1992    | Malaysia               |
| Mohd Shahrul Mat Amin              | 6. September 1989  | Malaysia               |
| Anwar Azis Muhd Shaiful            | 19. Juli 1986      | Malaysia               |
| Nur Imran Norin                    | 28. Februar 1994   | Malaysia               |
| Mohammed Adiq Husainie Othman      | 29. April 1991     | Malaysia               |
| Mohd Nor Umardi Rosdi              | 11. August 1986    | Malaysia               |
| Mohd Harrif Saleh                  | 15. September 1988 | Malaysia               |
| Mohd Zamri Saleh                   | 10. Dezember 1983  | Malaysia               |
| Dadi Suryadi                       | 25. Dezember 1989  | Indonesien             |
| Yusrizal Usoff                     | 27. August 1990    | Malaysia               |
| Daniel Whitehouse                  | 12. Januar 1995    | Vereinigtes Königreich |